# 5915 Yoshihiro
Az 5915 Yoshihiro (ideiglenes jelöléssel 1991 EU) a Naprendszer kisbolygóövében található aszteroida. Tsutomu Seki fedezte fel 1991. március 9-én.